# Palindiona micra
Palindiona micra är en fjärilsart som beskrevs av Bar. 1876. Palindiona micra ingår i släktet Palindiona och familjen nattflyn. Inga underarter finns listade i Catalogue of Life.